# Toreby Sogn
Toreby Sogn 
ist eine Kirchspielsgemeinde (dän.: Sogn)
auf der Insel Lolland im südlichen Dänemark.
Bis 1970 gehörte sie zur Harde Musse Herred im damaligen Maribo Amt, danach zur Nykøbing Falster Kommune im Storstrøms Amt, die im Zuge der  Kommunalreform zum 1. Januar 2007 in der Guldborgsund Kommune in der Region Sjælland aufgegangen ist.

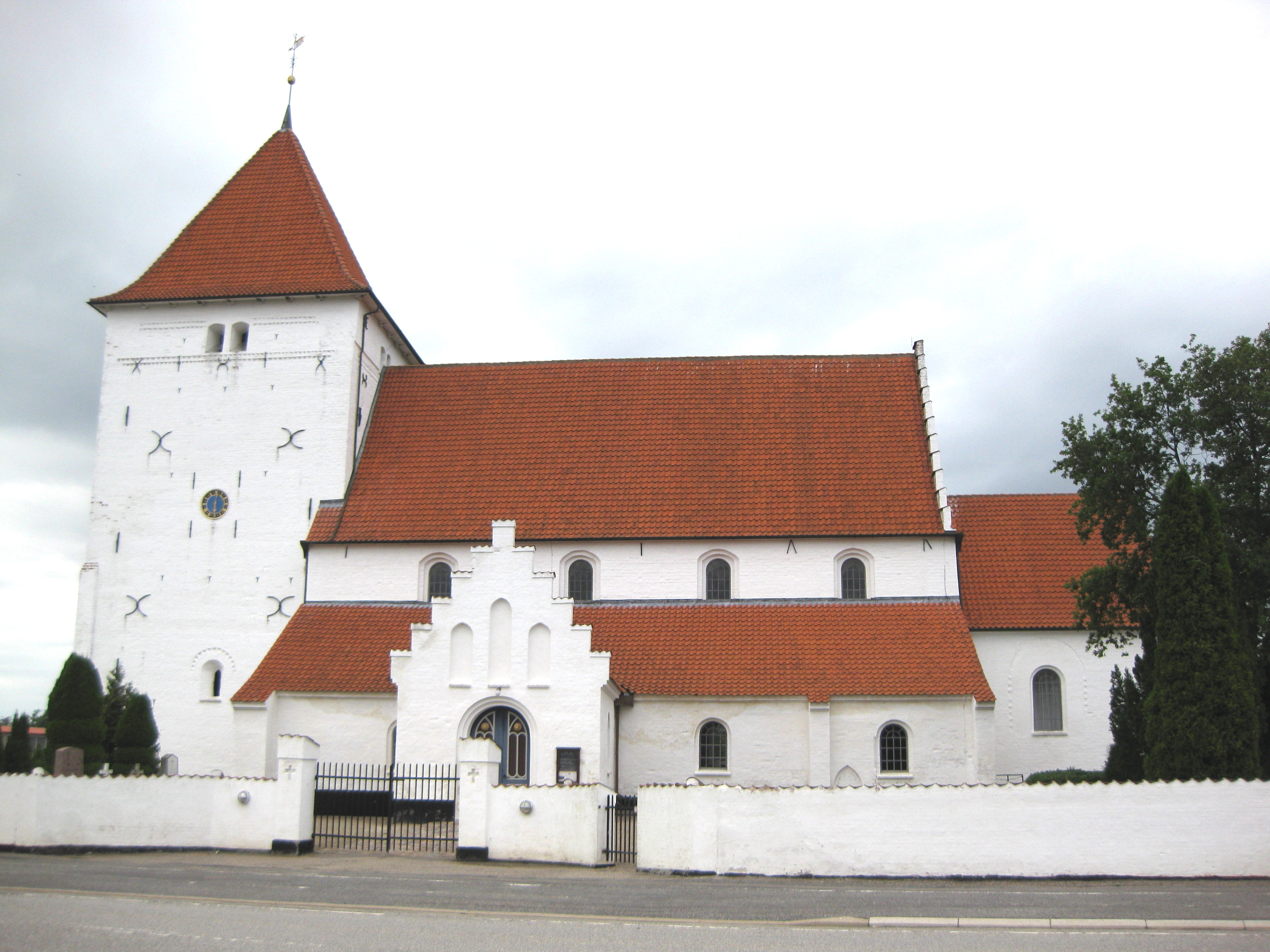
Toreby Kirke

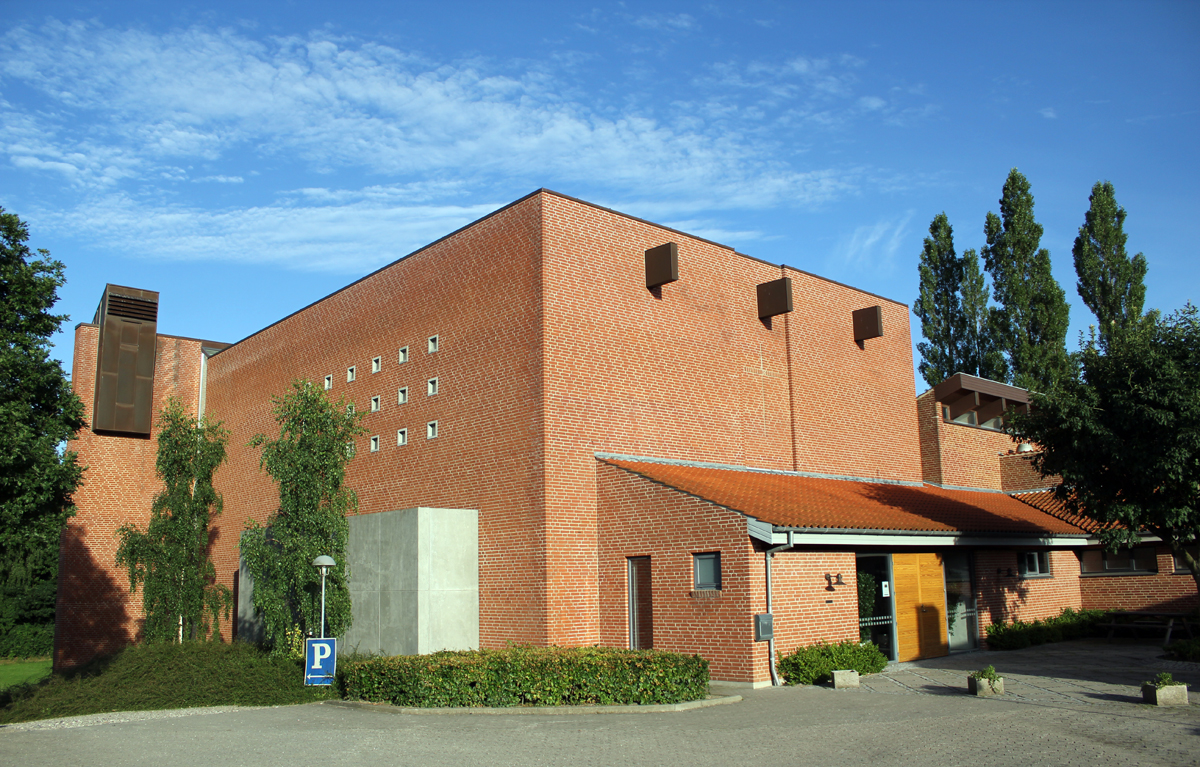
Sundkirken

Im Kirchspiel leben 5498 Einwohner, davon  376 in Grænge, 522 in Nagelsti, 3.178 im Kirchdorf Sundby und 623 im Kirchdorf Toreby (Stand: 1. Januar 2023).
Nachbargemeinden sind im Norden Majbølle Sogn, im Nordwesten Radsted Sogn, im Westen Fjelde Sogn, im Südwesten Døllefjelde Sogn und Bregninge Sogn und im Süden Kettinge Sogn. Über die Kong Frederik d. IX’s Bro (dt.: König-Frederik-d.-IX.-Brücke) ist das Kirchspiel mit dem Nykøbing Falster Sogn am Ostufer des Guldborgsundes auf der Insel Falster verbunden.

## Sehenswürdigkeiten
Die um 1200 erbaute, reich geschmückte Kirche von Toreby ist eine der größten Kirchen der Gegend. Sie wurde aus Backstein auf Feldsteinfundamenten errichtet. Von diesem romanischen Bau sind noch das Kirchenschiff und ein Teil des Altars sowie Spuren der alten Apsis erhalten. Der Turm wurde in spätgotischer Zeit errichtet. Aus dem 14. Jahrhundert stammen die teilweise erhaltenen bzw. restaurierten Fresken, die den Erzengel Michael im Kampf mit dem Drachen, das Urteil des Salomo und die Opferung Isaaks sowie Moses und den brennende Dornbusch zeigen.
Im Kirchspiel befinden sich ferner die moderne Sundkirche von 1993 sowie das 2008 in Toreby eröffnete Fuglsang Kunstmuseum mit Schwerpunkt auf der dänischen Malerei der Periode von 1850 bis 1950 und das 1869 errichtete Herrenhauses Fuglsang.
Der Dolmen im Frostrup Skov liegt am Südrand des Waldes von Frostrup, im äußersten Süden von Toreby.

## Persönlichkeiten
- Alf Johansen (* 1944), Radrennfahrer